# Џенифер Барнхарт
Џенифер Барнхарт (енгл. Jennifer Barnhart; 11. март 1972) је америчка глумица и луткарица, са портфељем телевизијских и позоришних представа.

## Биографија
Барнхарт је рођена у Хамдену. Дипломирала је на Универзитету у Конектикату, дипломиравши ликовну уметност са концентрацијом у луткарству.

### Луткарска каријера
1996. Барнхарт је започела своју луткарску каријеру наступајући на филму Once upon a Tree изводећи Мару дабра и госпођу Пипер сову. Барнхарт је дебитовала на Бродвеју 2003. године и истакнута је извођачица у мјузиклу Авенија К, добитнику награде Тони, у којем се појавила и изван Бродвеја. Била је редовни луткар у серији Оби за Никелодион , играјући гђу. Џонсон и разне друге ликове.